# Древнесербская литература

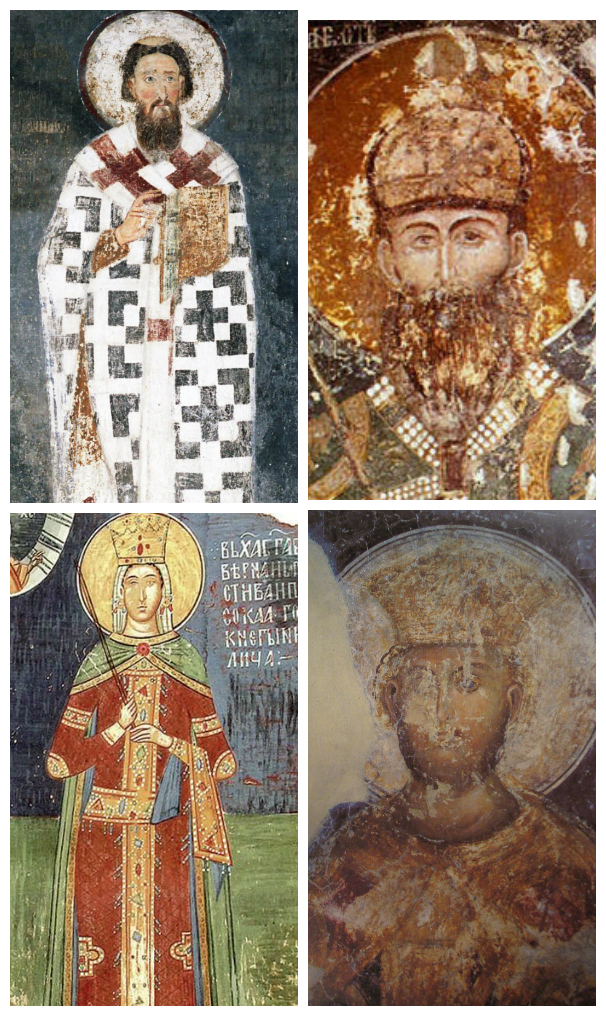
Сербские книжники
среди правителей: Савва (ум. 1236), Стефан Первовенчанный, Милица, Стефан Лазаревич

Древнесербская литература — сербская литература, охватывающая период от конца XII до XV веков.
Основоположником сербской литературы считается святой Савва. Была связана с византийской и болгарской литературами. Являлась преимущественно церковной. Подразделялась на рашскую, зетско-хумскую и боснийскую школы правописания, которые сложились на территории современных Сербии, Черногории и Боснии и Герцеговины. В древнесербской литературе в зависимости от жанровой принадлежности текстов существовало двуязычие: древнеславянского литературного (старославянский язык и сербская редакция церковнославянского языка) и древнесербского книжного — «сербульского» языка. Современный сербохорватский язык, реформированный В. Караджичем, порвал связь с древней литературной традицией.

## История

### Возникновение

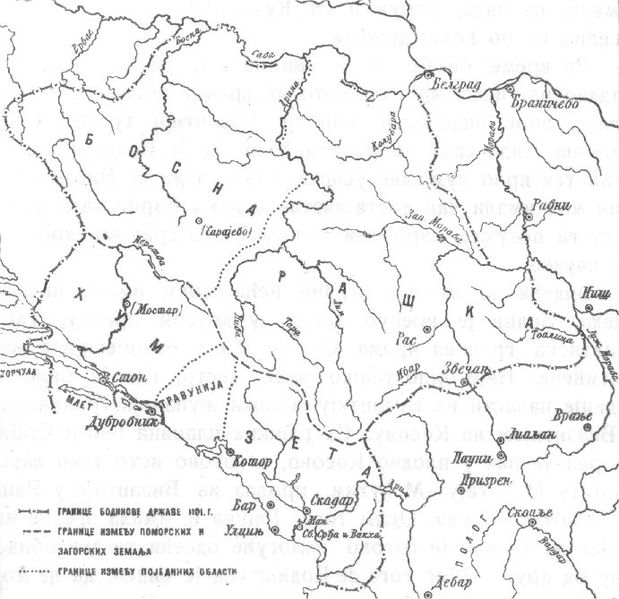
Литературный ареал включал рашскую, боснийскую и зетско-хумскую редакции

История сербской литературы берёт начало с окончательной христианизации сербов в 867—874 годах. В ней приняли участие как священники из городов на побережье Адриатического моря, так и ученики Кирилла и Мефодия. О них известно мало, в основном, сохранились данные о тех из них, кто отправился в Болгарию. Болгарский наместник в Белграде отправил их в столицу Болгарского царства Преслав. Некоторые из учеников Кирилла и Мефодия остались там, как, например, Константин Пресвитер. Большая же часть во главе с Климентом Охридским переселилась в Охрид, где занималась миссионерской и просветительской деятельностью. Климент и его соратники создали литературный фонд, который после смерти самого Климента в 916 году заложил основу южнославянской литературы. В то же время, об учениках Мефодия, отправившихся в сербские и хорватские земли, известно гораздо меньше. Из этих районов после 874 года начала распространение глаголица, однако главная роль в распространение литературы у южных славян оставалась за Охридом.
Ранняя славянская литература имела, в первую очередь, миссионерский характер и в таком качестве она должна была распространяться среди южных славян. Книги, которые в сербские земли привозились из Охрида, переписывались уже с учётом местных языковых особенностей. Сербские земли начинались уже к северу от Скопье и в этом районе происходил контакт авторов и распространителей книг с сербами. До нашего времени не дошло рукописей того периода, что связывается с эллинизацией церкви в славянских районах Балкан, которые были заняты Византией в XI—XII вв.
К X—XI векам относится появление древнейшего евангелия на глаголице — Мариинского евангелия. Этот глаголический памятник, как и Сборник Клоца, был написан, очевидно, в районе тогдашней сербско-болгарской границы. В XII веке происходило развитие сербской редакции церковнославянского языка. Старейшей школой сербской литературы считается Зетско-хумская. В начале XIII — конце XIV веках действовала Рашская школа, обязанная своему существованию произведениям святого Саввы (который считается основоположником сербской национальной литературы). Возможно, эта школа испытала на себе влияние русской литературы. Ресавская школа в XV веке реформировала правописание. На сербскую литературу этого периода кроме Охридской школы оказала влияние также Преславская школа. Сербскую и болгарскую литературу объединял общий книжный фонд. Памятники в оригинале и полном объёме X—XI веков не сохранились. О существовании литературы в этот период свидетельствуют более поздние документы, относящиеся к XII—XIII векам.

### XII—XIV века

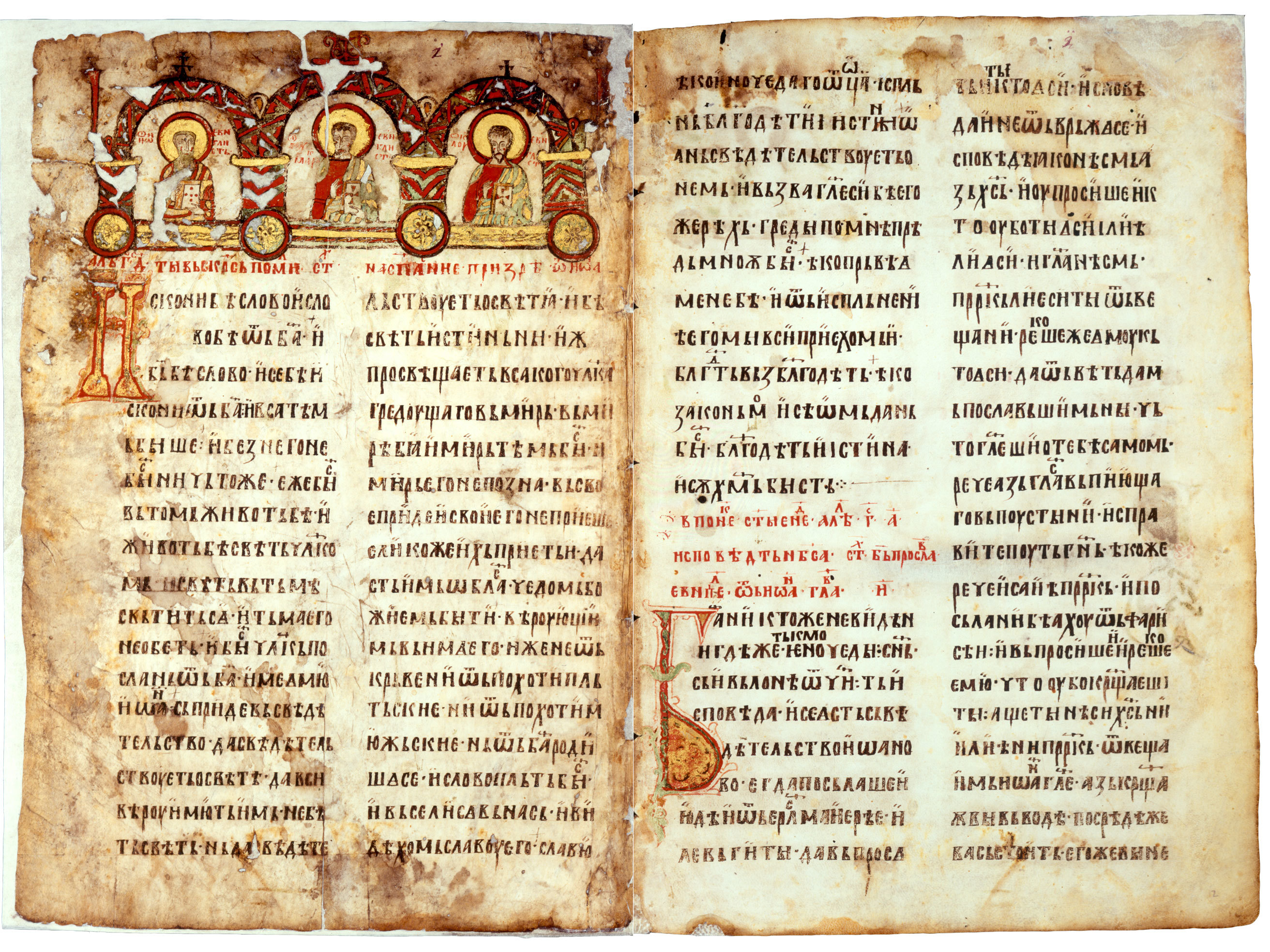
Мирославово евангелие

Древнейший памятник сербской литературы — «Грамота бана Кулина» 1189 года. Небольшой документ, написанный на народном языке, был предназначен для Дубровника, с которым заключался мир. Сербская литература того времени представляла собой в основном богослужебные книги: Псалтирь, Паримейник («Белградский паримейник» первой половины XIII века), Апостол («Апостол Матицы Сербской» второй половины XIII века), евангелия («Мирославово евангелие» около 1185 года хумского князя Мирослава, памятник Зетско-хумской школы правописания; «Вуканово евангелие» 1197—1199 годов). Переводилась агиографическая и панегирическая литература Византии. В 1170—1180-х годах сербы уже были знакомы с «Лествицей» Иоанна Лествичника.
По мере развития сербской государственности в Сербии появилось большое число образованных («книжных») людей, владевших иностранными языками. Их имена сохранились на многочисленных рукописях, которые они переписывали. Такие люди работали в государственном аппарате, вели дипломатическую переписку, составляли юридические акты и летописи при дворах королей и воевод, работали в монастырях, которые в этот период стали центрами сербской культуры и имели богатые библиотеки. Они играли важную роль в распространении письменности. Особенно выделялись монастыри Студеница, Жича, Милешево, Грачаница, Дечани др. Также важное значение имел сербский монастырь на Афоне Хиландар, основанный Стефаном Неманей и его сыном Растко (Святым Саввой) в 1198—1199 годах.
В XIII—XIV веках в Сербию проникли памятники восточно-славянской литературы, в том числе «Житие Бориса и Глеба», «Слово о вере варяжской» инока Феодосия. Среди апокрифов имели распространение «Легенда о прекрасном Иосифе», «Легенда об Аврааме» и другие. Апокрифы проникали и в народное творчество, так появилась сербская песня «Огненная Мария в аду». Историографический памятник, вероятно зетского происхождения, «Летопись попа Дуклянина», сохранившаяся в латинской версии XVII века и повествующая о событиях и войнах в королевстве славян, относится к XII—XV векам. Расцвет сербской литературы пришёлся на период правления сербской династии Неманичей, почти все представители которой были причислены к лику святых. С начала XIII века создаётся множество агиографий, посвящённых идеальному образу христианского правителя. При этом старые хроники («Житие зетского князя Владимира» и другие), описывающие древнюю историю славян, были забыты. К 1216 году относится написание «Жития святого Симеона» Стефаном Первовенчанным, в котором Неманя был впервые назван святым. В 1243 или 1254 году был написан самый объёмный агиографический памятник в истории сербской литературы (200 страниц) — «Житие Саввы Сербского» иеромонаха Доментиана.
Сербские жития представляли собою самобытное явление: они отличались от других житий святых, широко известных в религиозной литературе, более обстоятельным изображением исторических событий и картин жизни. Сербские жития совмещают в себе достоинства ценного документального и художественного произведения.
Временем наивысшего расцвета сербской литературы некоторые авторы называют период правления короля Милутина (1281—1321), когда значительно расширились сербские владения в Македонии, находившейся под властью Византии. В церковной литературе этого периода были пересмотрены переводы и внесены исправления в Евангелия, Псалтырь и Апостол. В сербской литературе существовал и такой специфичный жанр как аренги, представлявший собой вводную часть грамот, в которых описывалась духовная сторона дарений правителя.

### XV век

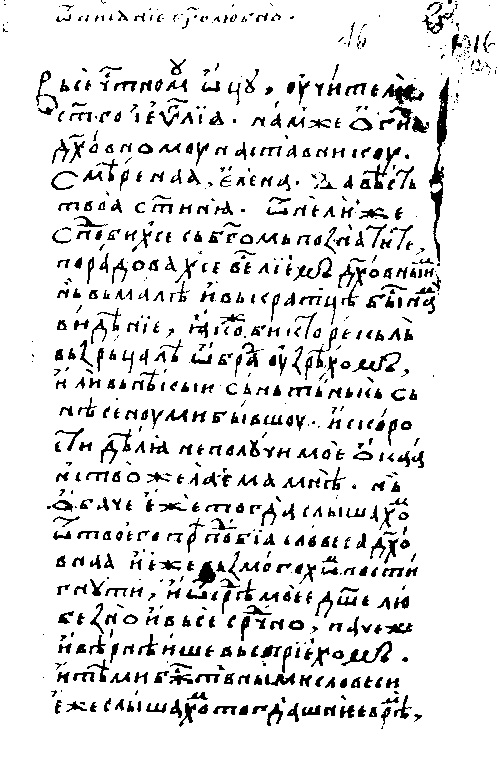

В начале XV столетия основным сюжетом сербской литературы стала Битва на Косовом поле. Её героям было посвящено 10 произведений в различных жанрах, в том числе «Житие и владычество князя Лазаря», «Слово о князе Лазаре», известная эпитафия на Косовском столбе 1400 или 1404 года (автор, скорее всего, Стефан Лазаревич). Авторы этого цикла переносили земную жизнь павшего в бою сербского народа, избранного Богом, в жизнь вечную — Горний Иерусалим. До конца XIV века история сербского государства описывалась в основном в житиях правителей, хроник не существовало. К 1350—1360-м годам относится возникновение сербской летописи, в основе которых лежала главным образом история византийских хроник. В 1374—1377 годах было составлено первое описание всех сербских правителей — «Краткая история властителей сербских». В дополнение к византийским хроникам (Георгия Амартола, Иоанна Малалы, Константина Манассии, Иоанна Зонары) на болгарском языке в XIV веке были написаны «Жития королей и архиепископов сербских» на сербском языке, которые являлись основой для сербской историографии вплоть до XVIII века. От XV века сохранились, в частности, письма (к Никону Иерусалимцу) дочери князя Лазаря Елены Балшич, удалившейся от мира на остров Горица на Скадарском озере.
Начало XV века характеризуется «оживлением» сербской литературы. Во многом это связано с деятельностью деспота Стефана Лазаревича, который не только сам составлял литературные сочинения, но и покровительствовал образованным людям и сторонникам просвещения. Сам деспот знал несколько языков и переводил литературные произведения с греческого. Перу деспота принадлежит поэтическое произведение «Слово о любви». Точно неизвестно, кому именно она посвящено. По одной версии, оно адресовано сестре Стефана Лазаревича Оливере, выданной за турецкого султана Баязида. Другая версия утверждает, что «Слово о любви» Стефан Лазаревич посвятил своей невесте-гречанке, долгое время ожидавшей его возвращения из военных походов. В произведении деспот рассуждал о силе любви, прелести жизни и её быстротечности. Оно проникнуто искренним чувством, особенно в тех его частях, где деспот писал о своем страстном желании вновь встретиться с той, которой посвятил этот текст.
В окружении деспота Стефана Лазаревича выделялись два выходца из Болгарии — Григорий Цамблак (1364—1419) и Константин Философ или Костенчский (умер около 1433). Перу первого принадлежит «Житие Стефана Дечанского», в котором он защищал этого короля и критиковал Стефана Душана. Константин Философ около 1433 года написал «Житие Стефана Лазаревича», представляющее большую литературную и историческую ценность. Помимо жизнеописания деспота, он рассказал о сербских землях, положении деспотовины и её внешней политике.
Константин Философ, кроме непосредственно литературной деятельности, руководил библиотекой деспота Стефана Лазаревича и школой переводчиков и переписчиков в монастыре Ресаве. Его перу принадлежит руководство для писцов и переводчиков, в котором им была сделана попытка сформулировать нормы сербско-славянского письменного языка. Деятельность Константина Философа и его Ресавской школы оказала влияние как на южнославянскую, так и на русскую литературу.
В этот период в Сербии также распространялись переведённые в XIII—XIV веках и переписанные в начале XV столетия тексты мировой литературы. Среди них выделялись популярные у знати романы «Александрида», в котором Александр Македонский предстает христианским воином, и «Роман о Трое» — адаптированный для средневекового читателя вариант «Илиады». Также были распространены рыцарские романы, среди которых «Тристан и Изольда», «Бэв из Антона» и «Ланселот».

## Миниатюры

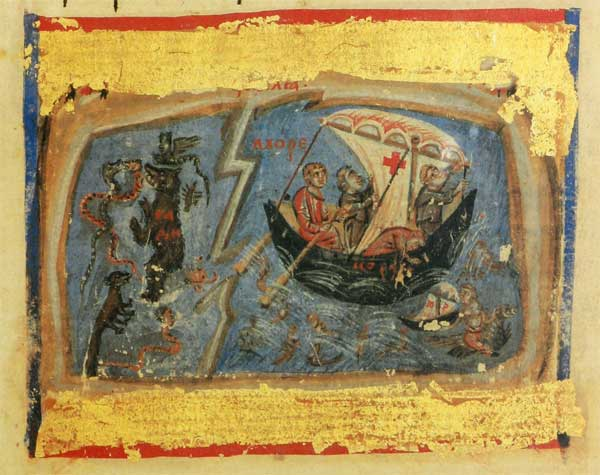
Земля и море
из «»

Миниатюры в средневековой Сербии изображались в книгах, грамотах и свитках. Сохранилась лишь одна грамота, украшенная миниатюрой. До конца XIV века миниатюры создавались в основном на пергаменте, позднее — на бумаге. Орнамент, располагавшийся в начале текста, получил название заставки (с конца XI века); изображение лиц называлось «образами». Первым известным сербским художником считается дьяк по имени Григорие, украсивший Мирославово евангелие. Часто миниатюристы совмещали профессию художника и книжника. В собственных записях они оставили биографические данные о себе. Так, миниатюрист и переписчик Теодор в 1263 году подробно написал о своих невзгодах на Афоне и Солуни.
В изображениях нередко сочетаются люди, звери и птицы. Миниатюры в большом количестве сохранили изображения правителей и знати средневековой Сербии, которые по художественному исполнению не уступают портретам Византии. Восточное влияние отражает «Призренское Евангелие». Мирославово евангелие содержит инициалы и 296 миниатюр, выполненных в красном, зелёном, жёлтом цветах, а также в золоте. Особняком стоит «Хвалов сборник» 1404 года с миниатюрами, исполненными в готическом стиле далматинского искусства начала XV века.

## Язык литературы

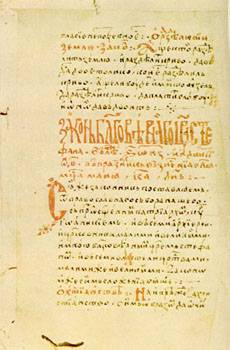
«Законник» Душана: памятник древнесербского языка

Согласно Н. И. Толстому, древнесербская литература, развивавшаяся в культурном регионе православных славян Slavia Orthodoxa, в языковом отношении не была настолько самостоятельной, как современная сербская литература. Она являлась частью общей наднациональной древнеславянской литературы, которая создавалась по образцу византийской литературы. От последней древнеславянскую литературу отличало наличие собственного языка, а также состав текстов. Древнесербская литература имела свои региональные варианты: рашскую, зетско-хумскую (черногорско-герцеговинскую) и боснийскую литературы. Таким образом, древнесербская литература представляла собой сложную систему, состоящую из трёх уровней.
В древнесербской литературе в связи с жанровой системой существовало двуязычие древнеславянского литературного и древнесербского — сербульского книжного языков. С ростом светской литературы усиливалась роль последнего. В жанровой структуре древнесербской литературы наиболее авторитетной по сравнению с другими была конфессионально-литургическая литература, которая в наименьшей степени была подвержена изменениям. Стабильным оставался язык и состав текстов литургического назначения, которые принадлежали древней общеславянской литературе, лишённой «национальных» черт. Литургические тексты принимались литературами православных славян практически без перевода. Гимнографические, агиографические, панегирические, учительные тексты и патристика были написаны на древнеславянском языке сербской редакции. Апокрифическая литература, несмотря на то, что была запрещённой, тоже была написана на этом языке. Паломнические и философско-филологические тексты были связаны с церковными жанрами, поэтому их язык в большей степени древнеславянский и в меньшей древне-сербский книжный язык. На древнесербском книжном языке XIV—XV веков, который был близок к народному, было написано большинство исторических и светско-юридических текстов, часть беллетристических и натуралистических произведений. Этот язык включал народные слова и диалектизмы, не был таким архаичным, как древнеславянский. На нём была написана оригинальная, не переводная литература, рост которой пришёлся на XIV—XV века. В сербской редакции церковнославянского языка было написано «Житие Саввы Сербского» (1243 или 1254 год).

## Изучение

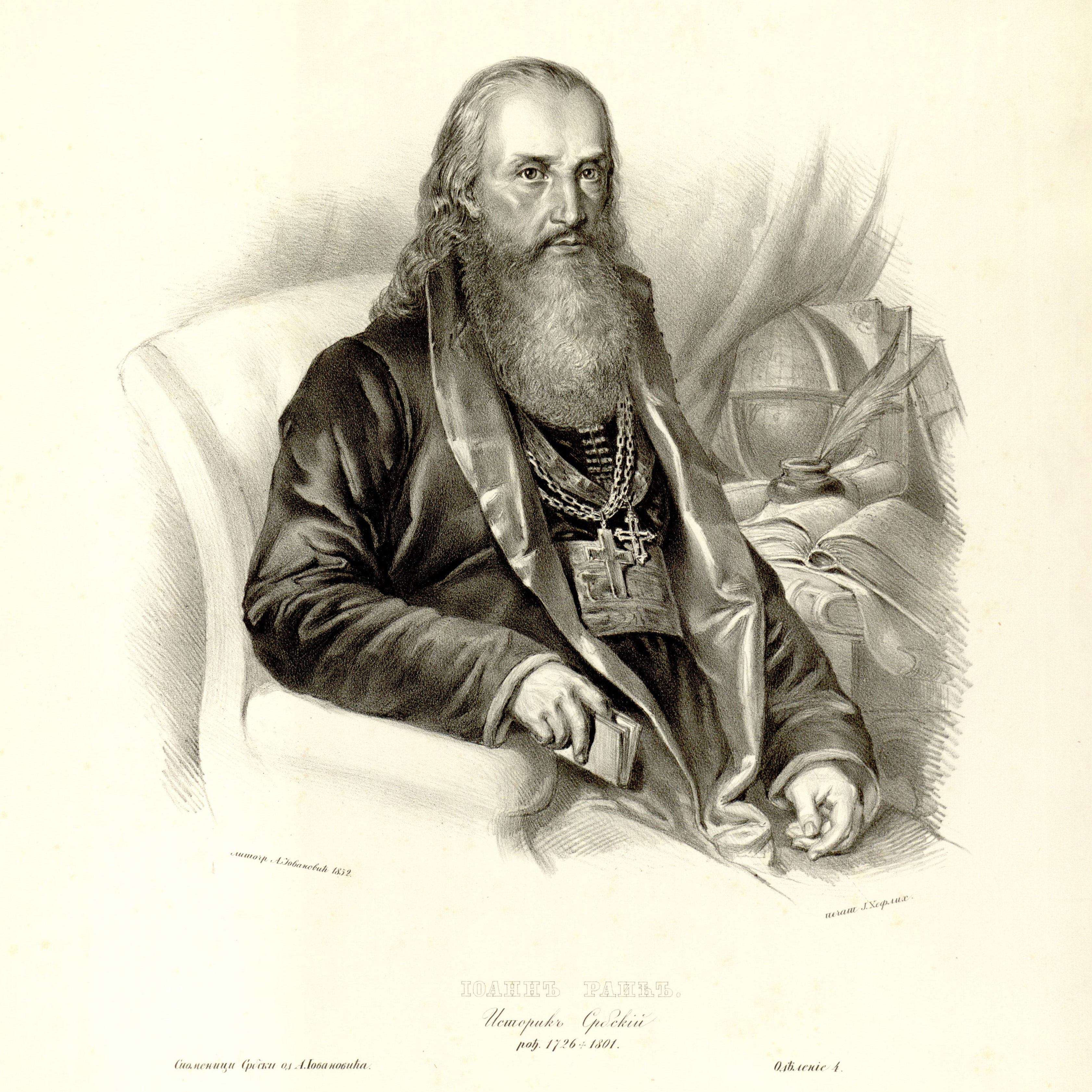
Йован Раич, один из первых исследователей древнесербской литературы

Исследование средневековой сербской литературы началось с ознакомления со старинными рукописями. Их сбор, изучение и каталогизация были первым важным шагом в рассмотрении литературного наследия Средневековой Сербии. Считается, что первым работал с ними патриарх Паисий Яневац, который некоторыми учеными также рассматривается как один из последних сербских средневековых писателей. Патриарх Яневац осознавал, что изучение старинных книг и хроник имеет не только богословское и литературное значение, но и подчеркивает существование культуры у сербского народа и его национальную идентичность. Он спас от уничтожения множество рукописей и сам занимался их систематизацией.
Следующими важными исследователями литературы средневековой Сербии стали Джордже Бранкович и Йован Раич. Исследуя историю сербского народа, они широко использовали средневековые сербские хроники и документы, некоторые из которых описали в своих трудах. В 1-й половине XIX столетия изучением и описание памятников средневековой сербской литературы занимался лингвист Вук Стефанович Караджич. Его перу принадлежат описания монастырских хроник и документов, а также заметки по особенностям языка сербов в Средневековье.
В это же время комплексным изучением древнесербской литературы занимался чешский и словацкий славист Йозеф Павел Шафарик. Будучи профессором гимназии в Нови-Саде, Шафарик длительное время проводил в Сремски-Карловцах, где изучал архивы Карловацкой митрополии Сербской православной церкви. По результатам исследований Шафарик подготовил обзорную статью о древнесербской литературе, изданную в Будапеште в 1820 году. Также в этот период изучением памятников литературы средневековой Сербии занимались Джура Даничич, Янко Шефарик и Франц Миклошич.
В период между Первой и Второй мировыми войнами памятник древнесербской литературы в значительной степени были переведены на современный сербский язык, в основном Миливойе Башичем и Лазарем Мирковичем. Данные периоды первым начало публиковать издательство «Српска књижевна задруга».